# Drama på slottet
Drama på slottet è un film del 1943 diretto da Bodil Ipsen.

## Trama
Nel 1699, alla corte del re danese Cristiano V, la baronessa Justine Rosenkrantz è la promessa sposa del non più giovane consigliere segreto von Lenthe. Ma senza troppa convinzione, evidentemente, perché quando alla corte viene ammesso il giovane e brillante Frederich von Kötschau, i due cominciano a darsi convegni amorosi in una sala poco frequentata del palazzo reale.
Anna Dalvig, dama di corte e migliore amica di Justine, per evitare che l’occhiuta maestra di cerimonie del palazzo, che si è avveduta della relazione illecita, provochi uno scandalo, una sera fa nascondere Friedrich nei propri appartamenti. Da allora le simpatie e l’amore di Frederich si volgeranno verso Anna, che candidamente lo confessa all’amica.
L’incontro chiarificatore fra Justine e Frederich, in cui quest’ultimo le comunica di voler interrompere il suo rapporto con lei, avviene negli scantinati del palazzo reale, dove ha sede il laboratorio dell’alchimista di corte, dal quale Justine sottrae una boccetta di arsenico.
Justine avvelena la cioccolata di Anna, che cade in ciò che agli occhi di tutti appare come un’improvvisa e misteriosa malattia tendenzialmente mortale. Avvenimenti concomitanti tuttavia portano ad un'inchiesta, nella quale risulta evidente la colpevolezza di Justine, che viene condannata, in virtù dei doveri del proprio ufficio, proprio da von Lenthe.
Anna, miracolosamente, si riprende, ed impetra la grazia per la sua amica presso il re, che concede a Justine di lasciare la corte impunita.